# Рикардо Палети
Рикардо Палети (на италиански: Riccardo Paletti) е италиански автомобилен състезател, пилот от Формула 1.
Кариерата на Рикардо Палети е една от най-кратките и злополучните във Формула 1. Той загива в едно от първите си истински състезания.

## Осела

### 1982
През 1982 г. Палети се присъединява към тима Осела на мястото на втория пилот и сам осигурява финансирането си. За жалост тимът му е с доста ограничени възможности и Палети не успява да се класира за първите три състезания от сезона. Не четвъртото състезание (на Имола на 25 април 1982 г.) има разногласия във федерацията, което е причина да стартират само 14 пилота, един от които е Палети. Лошият му късмет отново е причина за провал - състезанието приключва за него поради проблем с окачването. През следващите две състезаниея отново не успява да се класира. На седмото Гран При на САЩ в Детройт Палети успява да премине квалификацията, но катастрофа при загряването става причината да не стартира.
На 13 юни 1982 г. младият пилот отново се класира за състезанието в Канада. По време на старта светлините необичайно дълго не стават зелени. Това е причина Ферарито на Дидие Пирони, който стартира пръв, да загасне. Другите пилоти заобикалят спрелия му автомобил. Стават няколко малки сблъсъка, но без сериозни последици. Но Палети не успява да реагира достатъчно бързо и се блъска в колата на Дидие Пирони с около 180 км/ч. В резултат на сблъсъка Палети получава тежки наранявания в гръдната област и е в безсъзнание, подпрян на волана на автомобила си. Пирони и Сид Уоткинс, главният лекар на ФИА, се притичват на помощ на пострадалия пилот, но когато Уоткинс се доближава до колата, изтеклото гориво се запалва и предизвиква голям пожар, който е потушен бързо. След овладяването на ситуацията Палети е без никакви изгаряния, но няма пулс. Младият пилот е закаран в болница и умира малко по-късно. Катастрофата на Палети се разиграва малко след трагичната смърт на Жил Вилньов и така става вторият фатален инцидент за сезона.
В знак на почит към Палети, пистата във Варано, Италия, е кръстена на негово име.